# Prosynopeas kantarsiewae
Prosynopeas kantarsiewae is een vliesvleugelig insect uit de familie van de Platygastridae. De wetenschappelijke naam van de soort is voor het eerst geldig gepubliceerd in 1959 door Szabó.